# Örnsköldsviks rådhus

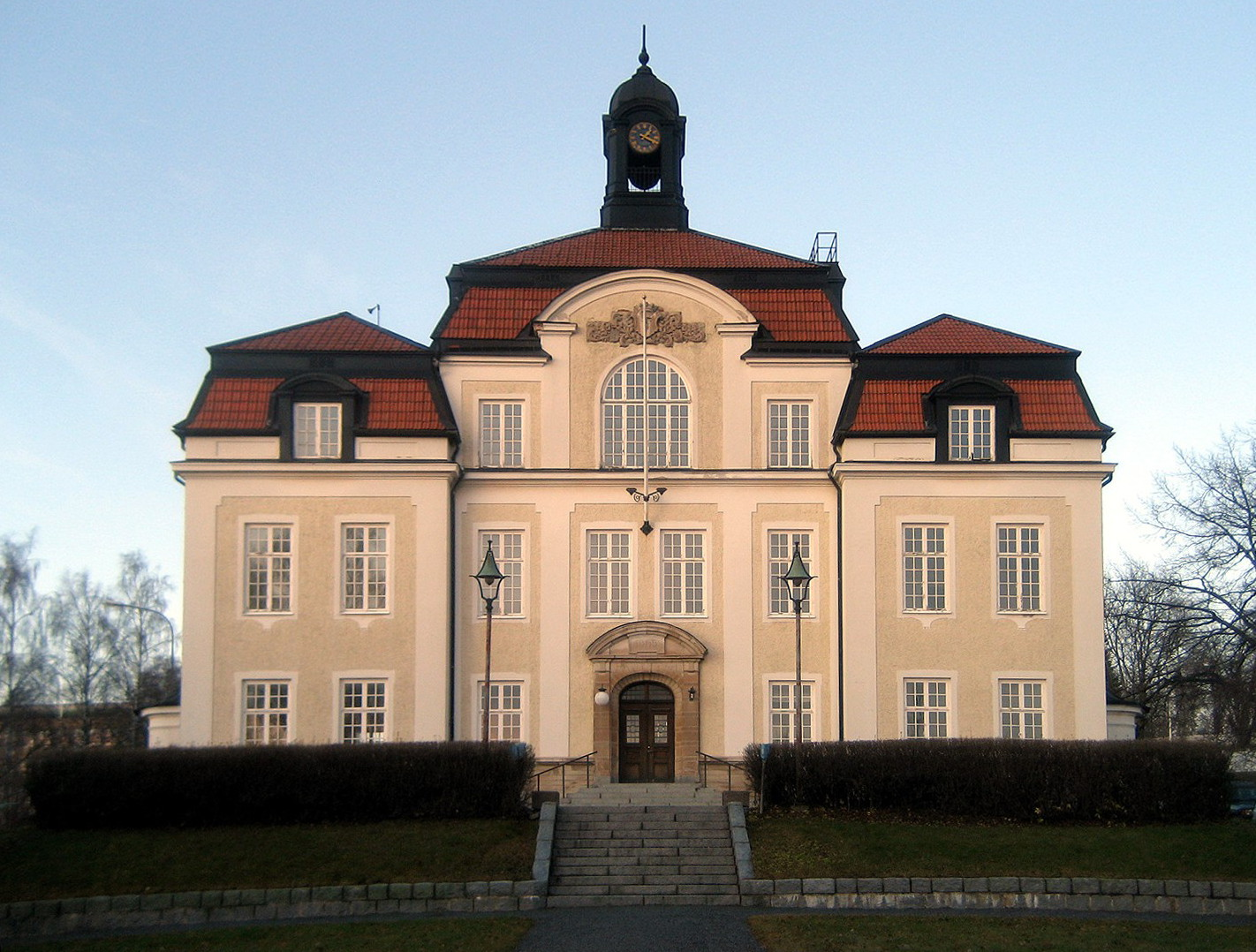
Örnsköldsviks rådhus

Örnsköldsviks rådhus är en byggnad i centrala Örnsköldsvik.
Byggnaden uppfördes 1907-09 enligt Gustaf Hermanssons ritningar, och har haft olika användningsområden under årens lopp. Under åren 1909-1972 huserade stadens poliskår i byggnaden, och 1976-2004 var huset en konsthall. Efter en renovering år 2011 flyttade Örnsköldsviks folkhögskola in i byggnaden. 